# Inonotus pertenuis
Inonotus pertenuis är en svampart som beskrevs av Murrill 1908. Inonotus pertenuis ingår i släktet Inonotus och familjen Hymenochaetaceae.   Inga underarter finns listade i Catalogue of Life.